# Nalma
Nalma (en népalais : नाल्मा) est un comité de développement villageois du Népal situé dans le district de Lamjung. Au recensement de 2011, il comptait 1 779 habitants.